# Parc de l'Espoir
 (octobre 2017).

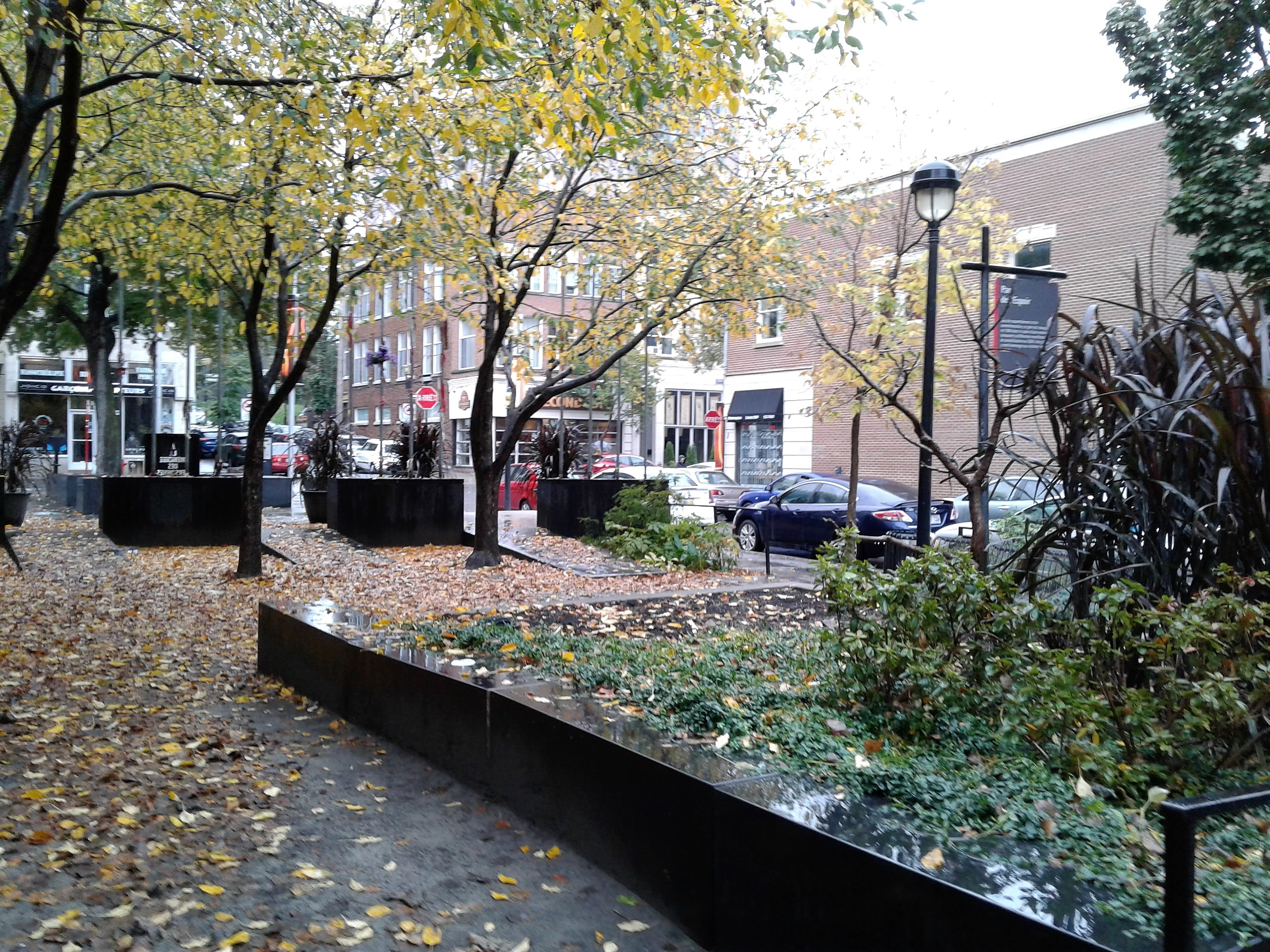
Parc de l'Espoir

Le parc de l'Espoir est un parc public commémoratif de l'arrondissement Ville-Marie de la Ville de Montréal, situé dans le cœur du village gai de Montréal, à l’angle des rues Panet et Sainte-Catherine Est. Créé à la suite des demandes de groupes militants gais, le parc fut officiellement dénommé en septembre 1994, puis réaménagé en 1997, en cénotaphe dédié à la mémoire des personnes mortes du sida au Québec.  
Lieu de rassemblement LGBT, politique et culturel, on y tient aussi des vigiles lors d'événements liés à la communauté, comme la fusillade d'Orlando, en juin 2016.

## Histoire
Le parc a été inauguré par Jean Doré le dimanche 2 octobre 1994 à la suite d'une marche de solidarité pour les victimes du SIDA. Michael Hendriks, René Leboeuf, et Roger Le Clerc sont les militants initiateurs du Parc de l’espoir. Également, en octobre 1994, une plaque commémorative y était installée. Il s'agit d'une œuvre de Marc Pageau qui symbolise la souffrance des personnes atteintes du sida. En 1996, la Ville de Montréal a investi 2 500 000 CAD à réaménager le parc. Les travaux vont se terminer en décembre 1996 et le parc réaménagé était inauguré en début de l’année 1997.  

### Act-up Montréal
Pendant plusieurs années, le parc de l'Espoir fut un lieu central des activités d'Act-up Montréal. En 1990, à la fin de la marche du premier décembre d’Act Up, les personnes présentes ont installé 1400 rubans noirs dans les arbres. Ces rubans servaient de représentation des morts dans la communauté gaie en raison du VIH/Sida. Suivant l’installation des rubans, l’administration de la ville les fait retirer et quelques jours plus tard, des militants de nouveaux rubans des couleurs de l’arc-en-ciel. À la suite des activités initiales d’ActUp, le parc devient un lieu central pour des activités et des manifestations de la communauté gaie de l’époque.  

### 375ede Montréal
Dans le cadre des activités du 375e de Montréal, le parc de l'Espoir a accueilli une rencontre avec Diane B. Boivin, professeure titulaire au Département de médecine à l’Université McGill. Un piano public y était installé pour la saison estivale. 